# Bocconia
Genre
Classification APG IV (2016)
Bocconia est un genre de plantes à fleurs de la famille des Papaveraceae. Il a été nommé en l'honneur du botaniste Paolo Boccone par Carl von Linné en 1753. Les espèces de ce genre sont originaires de l'Amérique centrale et du Sud.

## Liste d'espèces
Selon NCBI (25 oct. 2019) :
- Bocconia arborea
- Bocconia frutescens
- Bocconia glaucifolia
- Bocconia integrifolia
- Bocconia latisepala
- Bocconia pearcei